# Mignon Talbot

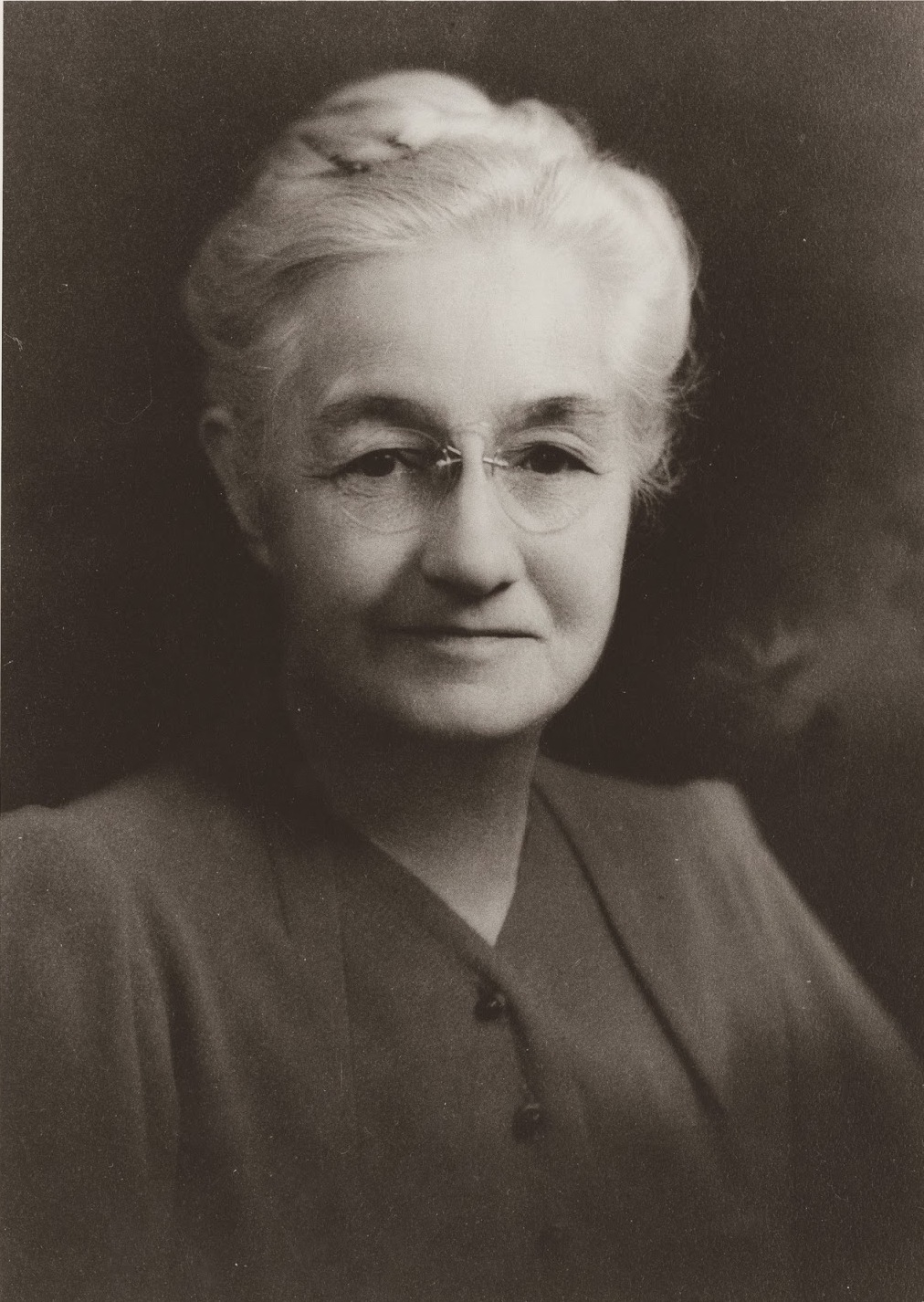

Mignon Talbot (ur. 16 sierpnia 1869 w Iowa City, zm. 18 lipca 1950) – amerykańska paleontolożka badająca bezkręgowce i kręgowce.

## Życiorys
Studiowała na Uniwersytecie Stanu Ohio, a stopień doktora uzyskała na Uniwersytecie Yale w 1904. Następnie rozpoczęła pracę w Mount Holyoke College, gdzie pracowała aż do emerytury. 
W 1908 została dyrektorem wydziału geologii, a w 1929 profesorem geologii i geografii oraz dyrektorem wydziału powstałego z połączenia wydziałów geologii i geografii. Na emeryturę przeszła w 1935, jednak pozostała aktywna w paleontologii. Badała m.in. liliowce z terenów stanu Nowy Jork oraz faunę wapieni Stafford, również w stanie Nowy Jork. W 1911 roku opisała gatunek niewielkiego teropoda, którego nazwała Podokesaurus holyokensis. Podczas ponad trzydziestu lat pracy w  Mount Holyoke College Talbot zgromadziła dużą kolekcję skamieniałości bezkręgowców, pochodzących z triasu odcisków stóp oraz minerałów. Niestety, przechowujące je muzeum spłonęło, a wszystkie okazy zebrane przez Talbot, w tym holotyp Podokesaurus holyokensis, zostały zniszczone.